# نلسون دیبل
نلسون دیبل (به انگلیسی: Nelson Diebel) (زادهٔ ۹ نوامبر ۱۹۷۰) شناگر اهل ایالات متحده آمریکا است.